# Aeromarine
Aeromarine Corp est une entreprise de construction aéronautique américaine fondée par Inglis M Upperçu à Avondale, New Jersey, dès 1908.
- En 1914 elle devient Aeromarine Plane and Motor Company à Keyport, New Jersey, ajoutant à ses activités la construction de moteurs d’avions.
- Durant la Première Guerre mondiale, elle produit pour l’US Navy le biplan de reconnaissance et d’école Aeromarine 39 et construit sous licence une série de 125 Airco DH.4. La guerre terminée elle a encore fourni à l’US Navy des hydravions d’école Aeromarine 40 et modifié en hydravions de transport commercial quelques Curtiss HS-2L pour Aeromarine Airways, filiale créée en 1920.
- En 1921, Aeromarine obtint de l’US Navy un contrat de revente d’avions et moteurs d’avion des surplus de guerre pour un montant total de quatre millions de dollars, et une commande de production sous licence pour une série de Martin MB-2.
- En 1923 l'entreprise développe une gamme AM destinée au transport postal aux États-Unis il y aura trois versions de l'AM
- En 1924 l’entreprise devient Healey-Aeromarine Bus Co, à Nutley, New Jersey, et cesse toute activité aéronautique.
- En 1928 pourtant les droits de production des biplaces légers allemands Klemm L.20 et L.25 sont achetés et une filiale, Boland Aeroplane Co, créée à Newark, New Jersey.
- Dès 1929 l’entreprise devient Aeromarine-Klemm Corp, à Keyport. Victime de la Grande Dépression, elle est rachetée en 1931 par les employés comme Aeromarine Plane & Motor Co.
- En 1935 Burnelli Aircraft Corp rachète le capital d’Aeromarine, dont le département moteur est revendu un an plus tard à Lenape Aircraft & Motors Inc, Matawan, New Jersey.